# Grenadier (dier)
De grenadier (Coryphaenoides rupestris) is een straalvinnige vis uit de familie van rattenstaarten (Macrouridae), orde van kabeljauwachtigen (Gadiformes). De vis kan maximaal 110 cm lang en 1690 gram zwaar worden. De hoogst geregistreerde leeftijd is 54 jaar.

## Leefomgeving
De grenadier is een zoutwatervis. De vis prefereert een diepwaterklimaat en leeft hoofdzakelijk in de Atlantische Oceaan. De diepteverspreiding is 180 tot 2200 m onder het wateroppervlak.

## Relatie tot de mens
De grenadier is voor de visserij van aanzienlijk commercieel belang. In de hengelsport wordt er weinig op de vis gejaagd.